# Befreundete Zahlen
Zwei verschiedene natürliche Zahlen, von denen wechselseitig jeweils eine Zahl gleich der Summe der echten Teiler der anderen Zahl ist, bilden ein Paar befreundeter Zahlen.
Oft bezeichnet man die Summe der echten Teiler von {\displaystyle x} mit {\displaystyle \sigma ^{*}(x)}. Damit lässt sich die Definition auch so formulieren:
Zwei verschiedene natürliche Zahlen {\displaystyle a} und {\displaystyle b} bilden ein Paar befreundeter Zahlen, wenn gilt: {\displaystyle \sigma ^{*}(a)=b} und {\displaystyle \sigma ^{*}(b)=a}.

## Beispiele
- Das kleinste befreundete Zahlenpaar wird von den Zahlen 220 und 284 gebildet. Man rechnet leicht nach, dass die beiden Zahlen der Definition genügen:
  - Die Summe der echten Teiler von 220 ergibt {\displaystyle 1+2+4+5+10+11+20+22+44+55+110=284}
  - und die Summe der echten Teiler von 284 ergibt {\displaystyle 1+2+4+71+142=220}.
- Die ersten befreundeten Zahlenpaare sind die folgenden:
  - (220, 284), (1184, 1210), (2620, 2924), (5020, 5564), (6232, 6368), (10744, 10856), (12285, 14595), (17296, 18416), (63020, 76084), (66928, 66992), (67095, 71145), (69615, 87633), (79750, 88730), … (Folge A259180 in OEIS) bzw. (Folge A002025 in OEIS) und (Folge A002046 in OEIS)
- Die meisten bekannten befreundeten Zahlenpaare haben einen gemeinsamen kleinsten Primfaktor (meistens eine 2 oder eine 5). Es gibt aber befreundete Zahlenpaare, die keinen gemeinsamen kleinsten Primfaktor haben. Sieben solche Paare sind momentan bekannt (Stand: 30. Januar 2016[1]), das kleinste Paar ist das folgende:
  - {\displaystyle 445953248528881275=3^{2}\cdot 5^{2}\cdot 7\cdot 13\cdot 19\cdot 37\cdot 43\cdot 73\cdot 439\cdot 22483}
  - {\displaystyle 659008669204392325=5^{2}\cdot 7\cdot 13\cdot 19\cdot 37\cdot 73\cdot 571\cdot 1693\cdot 5839}
- Viele befreundete Zahlenpaare ergeben zusammen addiert eine Summe, die durch 10 teilbar ist. Die ersten dieser Zahlenpaare sind die folgenden:
  - (6232, 6368 = 12.600), (10744, 10856 = 21.600), (12285, 14595), (66928, 66992), (67095, 71145), (79750, 88730), (100485, 124155), (122265, 139815), (122368, 123152), (141664, 153176), (142310, 168730), (176272, 180848), (185368, 203432), (356408, 399592), (437456, 455344), … (Folge A291422 in OEIS)

## Eigenschaften und ungelöste Probleme
- In einem befreundeten Zahlenpaar ist stets die kleinere Zahl abundant und die größere Zahl defizient.
- Die Dichte der Menge der befreundeten Zahlen ist {\displaystyle \emptyset }.[2] (→Nirgends dichte Menge)
- Bisher sind bei befreundeten Zahlen entweder beide ungerade oder beide gerade. Es ist noch nicht bekannt, ob es befreundete Zahlen gibt, bei denen eine Zahl ungerade und die andere Zahl gerade ist. Wenn ein solches Zahlenpaar existiert, muss die gerade Zahl entweder eine Quadratzahl oder das Doppelte einer Quadratzahl sein. Die ungerade Zahl muss eine Quadratzahl sein.
- Jedes bisher bekannte befreundete Zahlenpaar hat mindestens einen gemeinsamen Primfaktor. Es ist noch nicht bekannt, ob befreundete Zahlenpaare existieren, welche teilerfremd sind. Wenn ein solches Zahlenpaar {\displaystyle (a,b)} existiert, muss das Produkt der beiden Zahlen mindestens {\displaystyle a\cdot b>10^{67}} sein. Ein solches Zahlenpaar kann auch weder durch Thabits Formel (im Text weiter unten) noch durch eine ähnliche Formel erzeugt werden.

## Frühe Erwähnungen und der Satz von Thabit Ibn Qurra
Erstmals erwähnte Pythagoras ca. 500 v. Chr. die befreundeten Zahlen 220 und 284. Auf die Frage, was ein Freund sei, antwortete er: „Einer, der ein anderes Ich ist, wie 220 und 284.“
1636 teilte Pierre de Fermat in einem Brief an Marin Mersenne mit, dass er die befreundeten Zahlen 17296 und 18416 gefunden habe. Allerdings erklärte Dr. Alireza Djafari Naini im Jahre 1982, dass dieses Zahlenpaar bereits im 14. Jahrhundert von Kamāl al-Dīn al-Fārisī (1266–1319) und Ibn al-Banna al-Marrākuschī (1265–1321) gefunden worden war. Wer von den beiden die Lösung zuerst ermittelt hatte, kann heute nicht mehr nachvollzogen werden. Von Ibn al-Banna al-Marrākuschī ist überliefert: „Die beiden Zahlen 17296, 18416 sind befreundet, die eine überfließend, die andere mangelhaft. Gott ist der Weiseste.“
Sowohl al-Fārisī als auch Ibn al-Banna benutzten den Satz von Thabit Ibn Qurra:
Für eine natürliche Zahl {\displaystyle n} sei
{\displaystyle x=3\cdot 2^{n}-1}
{\displaystyle y=3\cdot 2^{n-1}-1}
{\displaystyle z=9\cdot 2^{2n-1}-1}.
Wenn {\displaystyle x,y} und {\displaystyle z} ungerade Primzahlen sind, dann sind die beiden Zahlen {\displaystyle a=2^{n}\cdot x\cdot y} und {\displaystyle b=2^{n}\cdot z} befreundet.
Den Beweis dieses Satzes findet man im Artikel über Teilersummen.
Zahlen der Form {\displaystyle 3\cdot 2^{n}-1} nennt man deswegen auch Thabit-Zahlen. Zwei aufeinander folgende Thabit-Zahlen müssen prim sein, was die möglichen Werte für {\displaystyle n} sehr einschränkt.

### Beispiele
- Für {\displaystyle n=2} sind {\displaystyle x=11,y=5,z=71} alles Primzahlen. Damit ergibt sich

{\displaystyle a=4\cdot 11\cdot 5=220}
{\displaystyle b=4\cdot 71=284}
- Für {\displaystyle n=3} ist {\displaystyle z=287=7\cdot 41} nicht prim, d. h. mit {\displaystyle n=3} findet man keine befreundeten Zahlen.
- Für {\displaystyle n=4} ergibt sich das von Kamāl al-Dīn al-Fārisī[4] und später von Fermat gefundene befreundete Paar {\displaystyle (17296,18416)}.
- Für {\displaystyle n=7} berechnete Descartes 1638 das befreundete Paar {\displaystyle (9.363.584,9.437.056)}. Allerdings war auch dieses laut Naini bereits davor durch Muhammad Baqir Yazdi ermittelt worden.[5]

Heute ist bekannt, dass man mit dem Satz von Thabit keine weiteren befreundeten Zahlen für {\displaystyle n\leq 191.600} ermitteln kann.

## Ein Satz von Leonhard Euler
Leonhard Euler verallgemeinerte den Satz von Thabit:
Für eine natürliche Zahl {\displaystyle n\in \mathbb {N} } sei
{\displaystyle x=f\cdot 2^{n}-1}
{\displaystyle y=f\cdot 2^{n-k}-1}
{\displaystyle z=f^{2}\cdot 2^{2n-k}-1}
mit {\displaystyle f=2^{k}+1} und {\displaystyle n>k>0}.
Wenn {\displaystyle x,y} und {\displaystyle z} Primzahlen sind, dann sind die beiden Zahlen {\displaystyle a=2^{n}\cdot x\cdot y} und {\displaystyle b=2^{n}\cdot z} befreundet.
Für den Spezialfall {\displaystyle k=1} erhält man den Satz von Thabit.
1747 fand Euler 30 weitere befreundete Zahlenpaare und veröffentlichte diese in seinem Werk De numeris amicabilibus. Drei Jahre später veröffentlichte er weitere 34 Zahlenpaare, davon waren allerdings 2 Paare falsch.
1830 fand Adrien-Marie Legendre ein weiteres Paar.
1866 zeigte der Italiener B. Niccolò I. Paganini als 16-Jähriger Schüler, dass 1184 und 1210 befreundete Zahlen sind. Diese hatte man bis dahin übersehen. Es ist das zweitgrößte befreundete Zahlenpaar. B. Niccolò I. Paganini ist nicht zu verwechseln mit dem Violinvirtuosen Niccolò Paganini, der wesentlich früher lebte (1782–1840).
1946 veröffentlichte Edward B. Escott die komplette Liste der 390 befreundeten Zahlenpaare, die bis 1943 bekannt waren.
1985 berechnete Herman te Riele alle befreundeten Zahlen kleiner als 10.000.000.000, es waren insgesamt 1427 Paare.
2007 waren etwa 12 Mio. befreundete Zahlenpaare bekannt.
Im Mai 2018 waren 1.222.206.716 befreundete Zahlenpaare bekannt.
Es wird vermutet, dass es unendlich viele befreundete Zahlen gibt; ein Beweis ist bisher nicht bekannt.

## Ein Satz von Walter Borho
Weitere befreundete Zahlen kann man mit Hilfe des folgenden Satzes von Walter Borho finden:
Seien {\displaystyle A} und {\displaystyle B} befreundete Zahlen mit {\displaystyle A=a\cdot u} und {\displaystyle B=a\cdot s}, wobei {\displaystyle s\in \mathbb {P} } eine Primzahl ist.
Sei weiter {\displaystyle p=u+s+1} eine Primzahl und {\displaystyle p} kein Teiler von {\displaystyle a}.
Dann gilt:
Sind für eine natürliche Zahl {\displaystyle n} die beiden Zahlen {\displaystyle q_{1}=(u+1)\cdot p^{n}-1} prim und {\displaystyle q_{2}=(u+1)\cdot (s+1)\cdot p^{n}-1} prim, dann sind {\displaystyle A_{1}=Ap^{n}q_{1}} und {\displaystyle B_{1}=ap^{n}q_{2}} befreundete Zahlen.
Beispiel:
{\displaystyle A=220=2^{2}\cdot 55} und {\displaystyle B=284=2^{2}\cdot 71} sind befreundet. Also sind {\displaystyle a=4,u=55} und {\displaystyle s=71}, wobei {\displaystyle s} prim ist.
{\displaystyle p=127} ist prim und nicht Teiler von {\displaystyle a=4}.
- {\displaystyle {\underline {n=1}}}:

{\displaystyle q_{1}=56\cdot 127-1=7111=13\cdot 547} ist nicht prim. Für {\displaystyle n=1} erhält man deshalb keine neuen befreundeten Zahlen.
- {\displaystyle {\underline {n=2}}}:

{\displaystyle q_{1}=56\cdot 127^{2}-1=903.223} und {\displaystyle q_{2}=56\cdot 72\cdot 127^{2}-1=65.032.127} sind beide prim. Daraus folgt:
{\displaystyle A_{1}=220\cdot 127^{2}\cdot 903.223=4.195.612.705.532} und {\displaystyle B_{1}=4\cdot 127^{2}\cdot 65.032.127=3.204.978.428.740} sind befreundete Zahlen.
Mit Hilfe dieses Satzes fand Borho weitere 10.455 befreundete Zahlen.

## Reguläre Paare befreundeter Zahlen
Sei {\displaystyle (A,B)} ein befreundetes Zahlenpaar mit {\displaystyle A<B} und sei {\displaystyle A=g\cdot a} und {\displaystyle B=g\cdot b} mit {\displaystyle \operatorname {ggT} (A,B)=g} (es ist also {\displaystyle g} der größte gemeinsame Teiler von {\displaystyle A} und {\displaystyle B}). Wenn sowohl {\displaystyle a} als auch {\displaystyle b} teilerfremd zu {\displaystyle g} und quadratfrei sind, dann nennt man {\displaystyle (A,B)} reguläres befreundetes Zahlenpaar.
Die erste Zahl der kleinsten regulären befreundeten Zahlenpaare sind:
220, 2620, 5020, 10744, 17296, 63020, 66928, 67095, 69615, 100485, 122265, 142310, 171856, 176272, 185368, 196724, 308620, 356408, 437456, 503056, 522405, 600392, 609928, 624184, 635624, 643336, 667964, 726104, 898216, 947835, 998104, 1077890, … (Folge A215491 in OEIS)
Ist ein befreundetes Zahlenpaar nicht regulär, dann ist es ein irreguläres befreundetes Zahlenpaar (oder auch exotisches befreundetes Zahlenpaar).
Wenn bei einem regulären befreundeten Zahlenpaar {\displaystyle (A,B)} die erste Zahl {\displaystyle A} genau {\displaystyle i} Primfaktoren und die zweite Zahl {\displaystyle B} genau {\displaystyle j} Primfaktoren hat, dann ist das reguläre befreundete Zahlenpaar  vom Typ {\displaystyle (i,j)}.
Beispiele:
- Für die beiden Zahlen vom befreundeten Zahlenpaar {\displaystyle (A,B)=(220,284)} gilt: {\displaystyle g=\operatorname {ggT} (A,B)=4}. Somit ist {\displaystyle A=g\cdot a=4\cdot 55} und {\displaystyle B=g\cdot b=4\cdot 71}. Also ist {\displaystyle a=55=5\cdot 11} und {\displaystyle b=71\in \mathbb {P} }. Es hat {\displaystyle a} genau zwei Primfaktoren und {\displaystyle b} genau einen Primfaktor. Somit ist das befreundete Zahlenpaar {\displaystyle (A,B)=(220,284)} regulär vom Typ {\displaystyle (2,1)}.
- Für die beiden Zahlen vom befreundeten Zahlenpaar {\displaystyle (A,B)=(1184,1210)} gilt: {\displaystyle g=\operatorname {ggT} (A,B)=2}. Somit ist {\displaystyle A=g\cdot a=2\cdot 592} und {\displaystyle B=g\cdot b=2\cdot 605}. Es ist aber {\displaystyle a=592=2^{4}\cdot 37} weder teilerfremd zu {\displaystyle g=2} noch quadratfrei, und es ist auch {\displaystyle b=605=5\cdot 11^{2}} nicht quadratfrei. Somit ist das befreundeten Zahlenpaar {\displaystyle (A,B)=(1184,1210)} ein irreguläres befreundetes Zahlenpaar.

## Befreundete Zwillingspaare
Ein befreundetes Zahlenpaar {\displaystyle (a,b)} heißt befreundetes Zwillingspaar, wenn es keine ganzen Zahlen zwischen {\displaystyle a} und {\displaystyle b} gibt, welche zu einem anderen befreundeten Zahlenpaar gehören.
Die ersten befreundeten Zwillingspaare sind die folgenden:
(220, 284), (1184, 1210), (2620, 2924), (5020, 5564), (6232, 6368), (10744, 10856), (12285, 14595), (17296, 18416), (66928, 66992), (122368, 123152), (196724, 202444), (437456, 455344), (469028, 486178), (503056, 514736), (522405, 525915), (643336, 652664), (802725, 863835), (998104, 1043096), (1077890, 1099390), … (Folge A273259 in OEIS)
Beispiel:
Das befreundete Zahlenpaar {\displaystyle (63020,76084)} ist kein befreundetes Zwillingspaar, weil zum Beispiel vom befreundeten Zahlenpaar {\displaystyle (69615,87633)} die erste Zahl {\displaystyle 69615} zwischen {\displaystyle 63020} und {\displaystyle 76084} liegt. Somit ist auch das befreundete Zahlenpaar {\displaystyle (69615,87633)} kein befreundetes Zwillingspaar. Das befreundete Zahlenpaar {\displaystyle (66928,66992)} liegt sogar ganz zwischen {\displaystyle 63020} und {\displaystyle 76084}, ist aber trotzdem ein befreundetes Zwillingspaar, weil zwischen {\displaystyle 66928} und {\displaystyle 66992} keine andere Zahl liegt, die zu einem befreundeten Zahlenpaar gehört.

## Verallgemeinerung
Befreundete Zahlenpaare {\displaystyle (a,b)} erfüllen, wie zu Beginn dieses Artikels schon erwähnt, die Eigenschaft, dass {\displaystyle \sigma ^{*}(a)=b} und {\displaystyle \sigma ^{*}(b)=a}. Nimmt man alle Teiler (also nicht nur die echten, sondern auch die Zahl selber), so gilt  {\displaystyle \sigma (a)=\sigma (b)=a+b}. Diese Eigenschaft kann man verallgemeinern:
Sei {\displaystyle (n_{1},n_{2},\ldots ,n_{k})} ein Zahlentupel mit folgender Eigenschaft:
{\displaystyle \sigma (n_{1})=\sigma (n_{2})=\ldots =\sigma (n_{k})=n_{1}+n_{2}+\ldots +n_{k}}
Dann nennt man das Tupel {\displaystyle (n_{1},n_{2},\ldots ,n_{k})} befreundetes Zahlentupel.
Beispiel:
Das Zahlentupel {\displaystyle (1980,2016,2556)} ist ein befreundetes Zahlentripel, weil die Summe aller Teiler (inklusive der Zahl selbst) für alle drei Zahlen immer die Zahl {\displaystyle 6552=1980+2016+2556} ergibt.
Das Zahlenquadrupel {\displaystyle (3270960,3361680,3461040,3834000)} ist ein befreundetes Zahlenquadrupel, weil die Summe aller Teiler (inklusive der Zahl selbst) für alle vier Zahlen immer die Zahl {\displaystyle 13927680=3270960+3361680+3461040+3834000} ergibt.

## Verwandte Zahlenklassen

### Quasibefreundete Zahlen
Neben den befreundeten Zahlen gibt es noch eine Klasse von Zahlen, die den befreundeten Zahlen ähnlich ist: die quasibefreundeten Zahlen. Sie unterscheiden sich von den befreundeten Zahlen insofern, als bei ihren Teilern außer der Zahl selbst auch die 1 nicht berücksichtigt wird, also nur die nichttrivialen Teiler.
Beispiel:
48 besitzt die Teiler 1, 2, 3, 4, 6, 8, 12, 16, 24 und 48. Die Zahl 75 besitzt die Teiler 1, 3, 5, 15, 25 und 75. Die Summe der nichttrivialen Teiler von 48 ist {\displaystyle 2+3+4+6+8+12+16+24=75}, und die Summe der nichttrivialen Teiler von 75 ist {\displaystyle 3+5+15+25=48}.
Die ersten quasibefreundeten Zahlenpaare lauten:
(48, 75), (140, 195), (1050, 1925), (1575, 1648), (2024, 2295), (5775, 6128), (8892, 16587), (9504, 20735), (62744, 75495), (186615, 206504), (196664, 219975), (199760, 309135), (266000, 507759), (312620, 549219), (526575, 544784), (573560, 817479), (587460, 1057595), (1000824, 1902215), (1081184, 1331967), … (Folge A005276 in OEIS)

### Gesellige Zahlen
Liegt eine Kette (endliche Folge) von mehr als zwei natürlichen Zahlen vor, von denen jede die Summe der echten Teiler des Vorgängers und die erste Zahl die Summe der echten Teiler der letzten Zahl ist, spricht man von geselligen Zahlen (engl. sociable numbers). Es sind momentan (Stand: November 2017) Ketten der Ordnung (Länge) 4, 5, 6, 8, 9 und 28 bekannt.
- Beispiel für eine Kette der Ordnung 4 (im November 2017 waren 5398 Ketten bekannt):

1.264.460, 1.547.860, 1.727.636, 1.305.184
- Beispiel für eine Kette der Ordnung 5 (die momentan einzige bekannte):

12.496, 14.288, 15.472, 14.536, 14.264
- Beispiel für eine Kette der Ordnung 6 (momentan sind fünf bekannt):

21.548.919.483, 23.625.285.957, 24.825.443.643, 26.762.383.557, 25.958.284.443, 23.816.997.477
- Beispiel für eine Kette der Ordnung 8 (momentan sind vier bekannt):

1.095.447.416, 1.259.477.224, 1.156.962.296, 1.330.251.784, 1.221.976.136, 1.127.671.864, 1.245.926.216, 1.213.138.984
- Beispiel für eine Kette der Ordnung 9 (die momentan einzige bekannte):

805.984.760, 1.268.997.640, 1.803.863.720, 2.308.845.400, 3.059.220.620, 3.367.978.564, 2.525.983.930, 2.301.481.286, 1.611.969.514
- Beispiel für eine Kette der Ordnung 28 (die momentan einzige bekannte):

14.316, 19.116, 31.704, 47.616, 83.328, 177.792, 295.488, 629.072, 589.786, 294.896, 358.336, 418.904, 366.556, 274.924, 275.444, 243.760, 376.736, 381.028, 285.778, 152.990, 122.410, 97.946, 48.976, 45.946, 22.976, 22.744, 19.916, 17.716
Im November 2017 waren somit insgesamt 5410 dieser Ketten bekannt.
Unter Aliquot-Folgen (Inhaltsketten) versteht man solche Folgen, bei denen die Summe der echten Teiler eines Folgengliedes gleich dem nachfolgenden Glied ist. Die geselligen Zahlen bilden also periodische Aliquot-Folgen.